# Teodor Corban
Teodor Corban (n. 28 aprilie 1957, Iași, România – d. 17 ianuarie 2023, București, România) a fost un actor român de film, radio, teatru, televiziune și voce.

## Biografie
A absolvit Institutul de Artă Teatrală și Cinematografică din București în 1985 la clasa prof. Dem Rădulescu - Dragoș Galgoțiu.
Între 1985 și 1988 a fost actor pe scena Teatrului „V. I. Popa” din Bârlad, apoi a jucat la Teatrul Dramatic din Constanța. Din 1989 a fost angajat la Teatrul Național „Vasile Alecsandri” din Iași.

## Filmografie

### Film
| An   | Titlu                                                    | Rol                | Note                         |
| ---- | -------------------------------------------------------- | ------------------ | ---------------------------- |
| 2003 | Călătorie la oraș                                        | Primarul           |                              |
| 2006 | A fost sau n-a fost?                                     | Virgil Jderescu    |                              |
| 2007 | 4 luni, 3 săptămâni și 2 zile                            | Recepționer Unirea |                              |
| 2007 | California Dreamin' (Nesfârșit)                          | Secretarul de stat |                              |
| 2008 | Fața galbenă care râde                                   | Florin Popescu     | Scurtmetraj                  |
| 2009 | Francesca                                                | Ion                |                              |
| 2009 | Portretul luptătorului la tinerețe                       | Teodor             |                              |
| 2009 | Amintiri din Epoca de Aur 1: Tovarăși, frumoasă e viața! | primarul comunei   |                              |
| 2012 | După dealuri                                             | Inspector poliție  |                              |
| 2012 | De azi înainte                                           | Constantin         | Scurtmetraj                  |
| 2012 | Bora Bora                                                | Inspector          | Scurtmetraj                  |
| 2013 | O vară foarte instabilă                                  | Teo Corban         |                              |
| 2013 | Poziția copilului                                        | dl. Șerban         |                              |
| 2015 | Un etaj mai jos                                          | Sandu Pătrașcu     |                              |
| 2015 | Aferim!                                                  | Costandin          | Premiul Gopo - rol principal |
| 2016 | Dublu                                                    | tatăl lui George   |                              |
| 2016 | 6,9 pe scara Richter                                     | Daddy              |                              |
| 2016 | Câini                                                    | veterinarul        |                              |
| 2016 | Ana se întoarce acasă                                    | Tudor              | Scurtmetraj                  |
| 2018 | Alice T.                                                 | Săceanu            |                              |
| 2018 | În pronunțare                                            | procurorul         |                              |
| 2019 | Cărturan                                                 | Cărturan           |                              |
| 2019 | Urma                                                     | Nicoară            |                              |
| 2022 | Copacul dorințelor: Amintiri din copilărie               | bunicul            |                              |
| 2023 | Boss                                                     | tatăl lui Bogdan   | lansat postum                |

### Televiziune
| An        | Titlu            | Rol            | Note | Televiziune |
| --------- | ---------------- | -------------- | ---- | ----------- |
| 2019-2020 | Mangalița        | Stelian Manole |      | Antena 1    |
| 2017-2019 | Umbre            | Anghel         |      | HBO         |
| 2017      | Ai noștri        | Sandu          |      | Pro TV      |
| 2016      | Atletico Textila | episcopul      |      | Pro TV      |
| 2006      | Lombarzilor 8    | Vasile Matei   |      | B1 TV       |

## Teatru
| An   | Rol                                 | Piesă de teatru                         | Autor | Regizor                                    | Note          |
| ---- | ----------------------------------- | --------------------------------------- | --- | ------------------------------------------ | ------------- |
| 1989 | Prietenul                           | Scadența                                | Elias Canetti | Ovidiu Lazăr                               | [ 8 ]         |
| 1990 | Costică Hazliul, Bondici            | Chirița în balon și Chirița în Iași     | Vasile Alecsandri                                                                                                | Ovidiu Lazăr                               |               |
| 1990 | Oculistul                           | Carol                                   | Slavomir Mrozek                                                                                                  | Irina Popescu Boieru                       |               |
| 1990 | Naufragiatul mic                    | În largul mării                         | Slavomir Mrozek                                                                                                  | Irina Popescu Boieru                       |               |
| 1990 | Rudolf                              | Serpentina                              | Tankred Dorst | Ovidiu Lazăr                               |               |
| 1990 | Prospectorul                        | Nebuna din Chaillot                     | Jean Giraudoux                                                                                                   | Irina Popescu Boieru                       |               |
| 1991 | Dominic                             | O întâmplare provincială                | L. Roseba | Ion Sapdaru                                |               |
| 1992 | Ricardo                             | Filomena Marturano                      | Eduardo de Filippo                                                                                               | Eugen Mercus                               |               |
| 1992 | Grefierul                           | Spectatorul condamnat la moarte         | Matei Vișniec | Irina Popescu                              |               |
| 1992 | Antistene                           | Socrate                                 | Dumitru Solomon                                                                                                  | Nicolae Scarlat                            |               |
| 1992 | Gogu                                | Proștii sub clar de lună                | Teodor Mazilu | Ovidiu Lazăr                               |               |
| 1993 | Comerțul                            | Culoarul cu șoareci                     | Nicolae Breban                                                                                                   | Ovidiu Lazăr                               |               |
| 1993 | Egorușka                            | Sinucigașul                             | N. Erdman | Mircea Marin                               |               |
| 1993 | Rosencrantz                         | Rosencrantz și Guildenstern sunt morți  | Tom Stoppard | Ovidiu Lazăr                               |               |
| 1994 | Julio                               | Venexiana                               | | Cristian Hadji-Culea                       |               |
| 1994 | Petrușka                            | Suflete moarte                          | Mihail Bulgakov, după Nikolai Vasilievici Gogol                                                                  | Alexandru Dabija                           |               |
| 1994 | Ugarov                              | Anecdote provinciale                    | Alexandr Vampilov                                                                                                | Ion Sapdaru                                |               |
| 1995 | Dobrișor                            | Acești nebuni fățarnici                 | Teodor Mazilu | Mircea Marin                               |               |
| 1996 | Anucichin                           | Căsătoria                               | Nikolai Gogol | Dan Victor                                 |               |
| 1996 | Caliope                             | Muza de la Burdujăni                    | Costache Negruzzi                                                                                                | Sorana Coroamă Stanca                      |               |
| 1996 | Edek                                | Tango                                   | Slawomir Mrozeck                                                                                                 | Ion Sapdaru                                |               |
| 1996 | Gură Cască - om politic             | Cânticele comice                        | Vasile Alecsandri                                                                                                | Irina Popescu Boieru                       |               |
| 1996 | Pera Calenici                       | Doamna ministru                         | Branislav Nușici                                                                                                 | Horea Popescu                              |               |
| 1998 | Profesorul                          | Lecția                                  | Eugen Ionescu | Ion Sapdaru                                |               |
| 1998 | Peter Stockmann                     | Un dușman al poporului                  | Arthur Miller (adaptare după piesa lui Henrik Ibsen)                                                             | Claudiu Goga                               |               |
| 2000 | Tartuffe                            | Tartuffe                                | Molière | Petru Vutcărău                             |               |
| 2000 | Lopahin                             | Livada de vișini                        | A. P. Cehov | Alexander Hausvater                        |               |
| 2003 | Rene                                | Plăcutele istorii de dragoste și moarte | Honoré de Balzac                                                                                                 | Virgil Tănase                              |               |
| 2003 | Șarikov                             | Inimă de câine (O istorie monstruoasă)  | după Mihail Bulgakov                                                                                             | Ion Sapdaru                                |               |
| 2004 | Ciubukov                            | Despre efectul dăunător al nostalgiei   | după A. P. Cehov                                                                                                 | Ion Sapdaru                                |               |
| 2004 | Ioan Profetul                       | Salomeea                                | Oscar Wilde | Alexander Hausvater                        |               |
| 2006 | Balanzone                           | Pețitoarele                             | după Avksentii Tzagareli                                                                                         | Ion Sapdaru                                |               |
| 2006 | Pantallone                          | Dragoste la Veneția                     | scenariu colectiv de commedia dell’arte                                                                          | regie colectivă                            |               |
| 2007 | Viktor Puhov                        | Audiția                                 | Alexandr Galin                                                                                                   | Claudiu Goga                               |               |
| 2008 | Lascăr                              | Nevasta lui Hans                        | Ion Sapdaru, după Nichita Danilov                                                                                | Ion Sapdaru                                | [ 9 ]         |
| 2009 | Petru Șaptefrați                    | Made in €st                             | Constantin Cheianu                                                                                               | Claudiu Goga                               |               |
| 2009 | Domnul Neagoe                       | România! Te pup.                        | | David Schwartz                             |               |
| 2009 | Biedermann                          | Biedermann și incendiatorii             | | regia Felix Alexa                          |               |
| 2011 | Jean                                | Rinocerii                               | Eugen Ionescu | Claudiu Goga                               |               |
| 2012 | Cebutîkin Ivan Romanovici           | Trei surori                             | A. P. Cehov | Cristian-Valeriu Hadji-Culea               |               |
| 2012 | Șătrarul Săbiuță                    | Iașii în carnival                       | Vasile Alecsandri                                                                                                | Alexandru Dabija                           | [ 10 ]        |
| 2013 | Farkas András                       | Prăpădul                                | Attila Bartis | Lucian Dan Teodorovici                     | [ 12 ]        |
| 2014 | Charlie Aiken                       | Acasă, în miezul verii                  | Tracy Letts | Claudiu Goga                               | [ 13 ] [ 14 ] |
| 2015 | Alfred Ill                          | Vizita bătrânei doamne                  | Friedrich Dürrenmatt                                                                                             | Claudiu Goga                               |               |
| 2015 | Tache Farfuridi                     | O scrisoare pierdută                    | Ion Luca Caragiale                                                                                               | Mircea Cornișteanu                         |               |
| 2016 | Ridolfo                             | Cafeneaua                               | Carlo Goldoni | Silviu Purcărete                           | [ 15 ] [ 16 ] |
| 2016 | Gunoierul                           | Gunoierul                               | Mimi Brănescu | regie colectivă                            |               |
| 2018 | Tatăl lui Robert                    | Acasă la tata                           | Mimi Brănescu | Claudiu Goga                               | [ 17 ]        |
| 2019 | Căpitanul                           | Trei                                    | adaptare scenică de Teodor Corban, Constantin Pușcașu și Ionuț Cornilă după Trei pe un balansoar de Luigi Lunari | Teodor Corban                              | [ 18 ]        |
| 2020 | Aleksandr Vladimirovici Serebreakov | Unchiul Vania                           | A. P. Cehov | Claudiu Goga                               |               |
| 2022 | Nunzio                              | Terminal: Brazilia                      | Spiro Scimone | regie colectivă, asistență: Beatrice Roman | [ 19 ]        |